# マナート

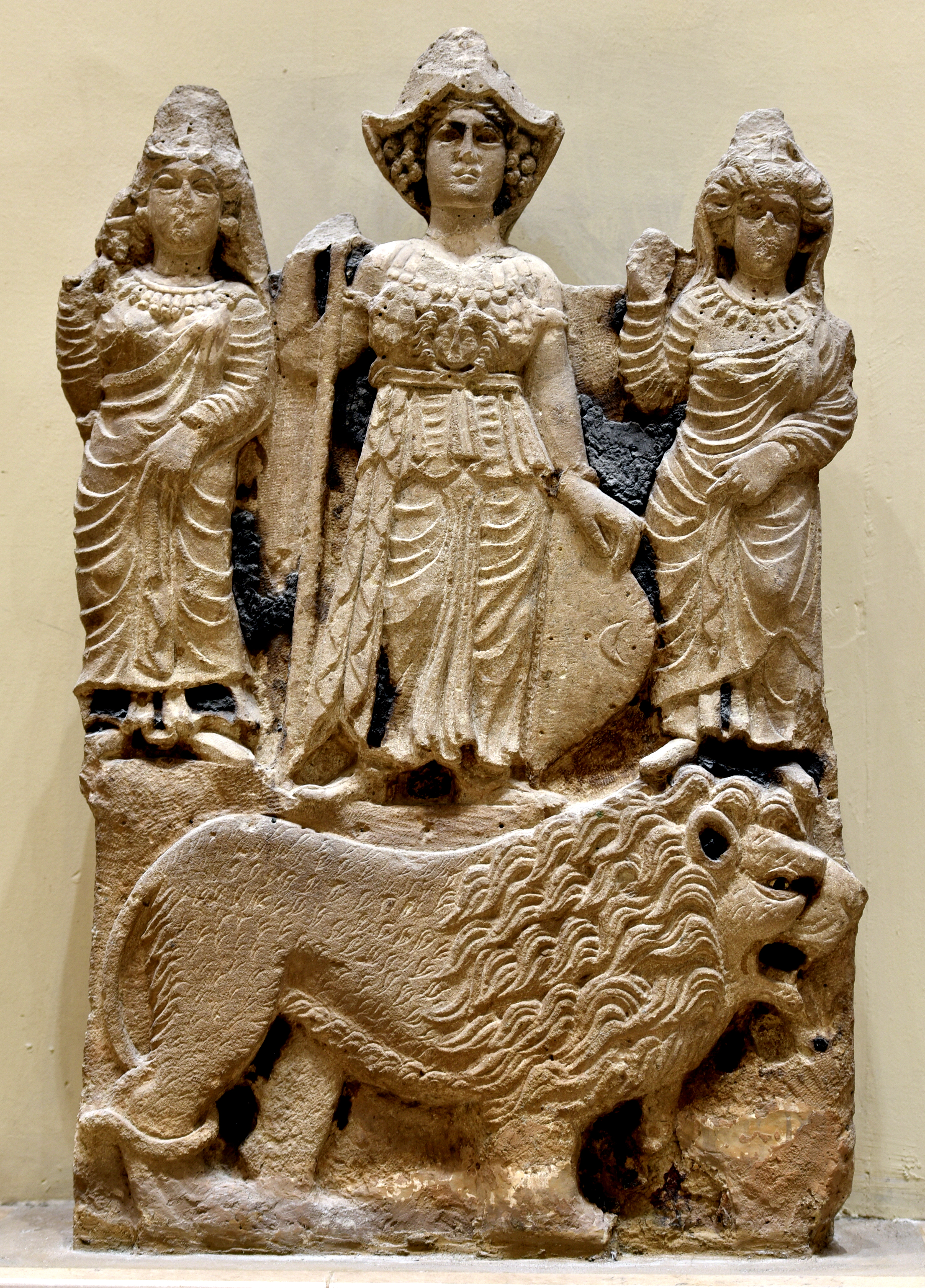
1-3世紀パルティア時代イラクの神殿の浮彫。中央のラート女神の左右に立つ女神がマナートとウッザー。

マナート（Manāt）は、セム系の言語を話す人々の多神教的神話体系における最古の神々の一柱である。前イスラーム時代のアラビアにおいても信仰を集めていたことがクルアーンをはじめとするムスリム資料からうかがい知ることができる。ヒジャーズ地方中部の町メッカでは、ラート女神、ウッザー女神とともに三大女神の一柱とされていた。

## 古代のマナート
マナートは、古代メソポタミアの資料では、Menūtum という名前で記録されている。この名前はサルゴン王の登場以前（紀元前24世紀より前）の資料からも現れ、イシュタルの別名のひとつである。マナートの名前はナバテア文字の資料には mnwtw と表されている。この神名を構成する音素のうち t はそれほど重要ではないので、ムスリムのアラビア語文献においてはこの t が女性名詞の単語末尾を示す ة と誤解され、そのように表記されるようになった。前イスラーム時代のアラビアの信仰について言及する古い資料であるイブン・カルビーの『偶像の書』では、مناة を男性名詞として扱っている。
マナートは、伝統的には、その神名が運命を意味するアラビア語 manāyā と類似するため「運命の女神」であったのだろうと考えられてきた。しかし上述のような古代文明に関する議論を経て、その結論はともかく、根拠が疑わしいと考えられている。アラビア語より古い時代の言葉で言及されたマナートの神名は、mnwly を語根としており、これはすべてのセム語に見られる「数えること」を意味することばである。この語根から「寿命を数えること」が派生して「死」を意味する maniyya という単語や「分け前を割り当てる」という単語が派生する。マナートは裁定や決定を下す運命の神であったようである。
ヘレニズム文化においてマナートが同一視されたギリシアの神格も、この説が妥当であることを裏付ける材料となっている。サムード文字やナバテア文字の資料の中には、マナートの名前が Manawāt の形態で記され、幸運の神 τύχαι と同一視されている。パルミラ遺跡のモザイクには、マナートが運命の女神ネメシスを模して錫杖をにして座る図像表現がみられる。ヘレニズム期の文献資料、パウサニアスによれば、ユーフラテス川ほとりに住むシリア人が「アジアのビーナス」すなわち幸運の女神を信仰していという。

## アラビアにおけるマナート
アラビアの初期の信仰は、他と違った目立つ岩や樹木のような自然物や天候を神格化した、アニミズムであったと言われている。マナートは「サフラ Ṣaḵra」という名の岩に宿る神と同一視された。アラビアには都市や部族ごとに守護神もいたが、マナートは都市民だけでなく砂漠の民も含めたすべてのアラブにより信仰される、地位の高い神であった。マナートはラート女神（アッ＝ラート）とウッザー女神（アル＝ウッザー）とともにアッラーの三人の娘と呼ばれることもあった（Q:53:19）。アッラーは創造神として多くの神々の中で最高の地位を認められていたと言われている。
イスラームが歴史に登場するころのマナート信仰に関しては、クルアーンをはじめ、イブン・カルビーの『偶像の書』やヤークートの歴史書などのちの時代に編纂されたアラビア語文献資料が参照できる。ヤークートによると、メッカ東方のクダイド Qudayd という場所に、フダイル部族が管理するマナートの神殿があったという。神殿にはマナートが宿るとされる石や、柱状の岩のほか、北方よりもたらされたマナートの神像も祀られていた。ヤスリブの町から15キロメートルほど離れたところにもマナートを中心にした神々を祀る聖所があり、アウス部族とハズラジュ部族の集会所にもなっていた。
文献資料にはマナートの名を含む人名にはザイド・マナート Zayd Manāt という「マナートの（恵みにより与えられた収穫量の）増加」を意味の名前が記録されている。このような資料を根拠として、北方では農耕神としての性格があったと考えられる。しかし、沙漠では自然の規則性が希薄になるので、沙漠が卓越するアラビアでは農耕神としての性格は薄れていたようである。
アウスとハズラジュのマナート信仰は熱烈で、メッカへの巡礼がうまくいかないときは剃髪したという。アウスとハズラジュはヤマン地方から移住してきた部族であり、彼ら以前にはフダイル部族がヤスリブ周辺で、フザーア部族がメッカ周辺で、移動性の高い生活を営んでた。これらの部族すべてがマナート信仰に関わっていた。これらアラブ諸部族の熱心に信仰した結果、イスラームが歴史に登場するころには、素朴な自然石には彫刻が施され、パウサニアスが「アジアのビーナス」と呼んだ修辞にふさわしい美しい女神像が作り上げられていたとみられる。

## イスラームとマナート
ムスリムによるマナートの聖所の破壊にまつわる伝説については、ウッザーの聖所の破壊の伝説と似た話が伝えられている。イブン・サアド、タバリーによると、預言者ムハンマドはヒジュラ暦8年（628年又は629年）にサアド・イブン・アシュハリーにマナートを破壊してこいと命じた。サアドは20騎を率いて神域に向かい、マナートが宿る石から裸の黒人女が現れるのを見たという。彼女は髪を振り乱して呪いの言葉を吐きながら胸を打ち鳴らしていたという。サアドはこれを倒し、仲間とともに神像をことごとく破壊したとされる。
イブン・カルビー、ヤークートによると、マナートの聖所の破壊はアリー・イブン・アビー・ターリブに命じられたといい、アリーはこの冒険で二振りの名剣ミフザムとラスーブをみつけたという。しかし、預言者ムハンマドは多神教との文化を破壊する際、多くの場合かつての信仰者にそれをやらせている。そのためアリー説は疑わしいという意見もある。
一般論として、イスラームが歴史に登場する時代のアラブ社会の実像を知ることは難しい。マナート女神について書いたムスリムによるアラビア語歴史叙述は早いもので9世紀（アッバース朝期）からのものになる。古代の碑文や神像に刻まれた文字資料は、その時代に作成された実物として残っている史料になる。これに対し、イブン・カルビーやヤークート、タバリーなどの文字資料は事件が起こった時代から数百年後に書かれ、口頭などで伝えられた伝承に基づいているため、信憑性については常に考慮しなければならない。
クルアーン第53章にラート、ウッザー、マナートへの言及があることはよく知られている。タバリーによると、この啓示の直前に、この女神たちを「高貴な鶴たち」と讃え、その存在とその力を認める内容の啓示があったという。預言者ムハンマドは悪魔にだまされたものとして直後に取り消したという。ワーキディーとタバリーぐらいしかこの伝承を伝える者がいないため、信憑性について判断するのは難しい。

## 註釈
1. ↑  セム系の言語は多くの場合、母音を表記しない。またこの表記はナバテア文字をラテン・アルファベットに翻字したものである。
2. ↑  最初期のムスリムの歴史書は、講談師（カーッス qāṣṣ（英語版））の語る信憑性の薄いハバルも取り入れているので取り扱いが難しいと言われている。

## 典拠
1. 1 2 3 4 5 6 7 8 9 10 11 12 13 14 15 16 17 18 19 20 21 22 23 24 25 26 27 28 29  Fahd, T. (1991). "Manāt". In Bosworth, C. E. [in 英語]; van Donzel, E. [in 英語]; Pellat, Ch. [in 英語] (eds.). The Encyclopaedia of Islam, New Edition, Volume VI: Mahk–Mid. Leiden: E. J. Brill. pp. 373r–374l. ISBN 90-04-08112-7。
2. 1 2 3 4 5 6  WATT, W. MONTGOMERY. “PRE-ISLAMIC ARABIAN RELIGION IN THE QUR’AN.” Islamic Studies, vol. 15, no. 2, 1976, pp. 73–79. JSTOR, https://www.jstor.org/stable/20846986. Accessed 30 Sept. 2024.
3. 1 2 3 4 5 6  蔀勇造『物語アラビアの歴史―知られざる3000年の興亡』（中公新書2496、中央公論新社、2018年）先イスラーム期のアラビアの宗教、pp. 156-157.
4. ↑  Phipps, William E. (1999). Muhammad and Jesus: A Comparison of the Prophets and Their Teachings. A&C Black. ISBN 9780826412072 p.22.
5. 1 2  Muir, Sir William (1861). The Life of Mahomet and History of Islam to the Era of the Hegira
6. 1 2 3  亀谷学「初期イスラーム時代の史料論と西アジア社会」『岩波講座世界歴史08―西アジアとヨーロッパの形成8～10世紀』（岩波書店、2022年）
7. 1 2 3 4  菊地達也『イスラーム教「異端」と「正統」の思想史』（講談社、2009年）pp.221-223.
8. ↑  Ahmed, Shahab (1998). “Ibn Taymiyyah and the Satanic Verses”. Studia Islamica (Maisonneuve & Larose) 87 (87):  67–124. doi:10.2307/1595926. JSTOR 1595926.